# Apple AirPort
AirPort og AirPort Extreme er Apple Inc. netudstyrsprodukter til at formidle trådløst datanet og LAN. Produktet indeholder firewall og router til at dele en internetforbindelse via ethernet til computere med netkort – f.eks. Macintosh-, Microsoft Windows- og Unix- computere.
| Software | Spire Denne artikel om software og programmering er en spire som bør udbygges. Du er velkommen til at hjælpe Wikipedia ved at udvide den. |